# Non-compaction ventriculaire gauche
 Mise en garde médicale
La non-compaction ventriculaire gauche est une malformation cardiaque congénitale (de naissance) consistant en la présence de trabéculations importantes à la pointe du ventricule gauche. Elle est secondaire à un défaut de formation de la paroi ventriculaire.

## Terminologie
La même affection est parfois appelée « hypertrabéculation ventriculaire gauche », ou « myocarde spongieux ».

## Historique
La première description pourrait être lors d'une autopsie faite en 1932 chez un enfant. Le premier cas a été démontré chez le vivant en 1984 où les trabéculations ont été mises en évidence par une échocardiographie.

## Épidémiologie
L'incidence annuelle est inférieure à 1/100 000 chez l'enfant. La prévalence chez l'adulte serait de 14 pour 100 000. Cette incidence est cependant nettement supérieure si l'on se base sur des critères d'IRM cardiaque, ce qui interroge sur la pertinence de ces derniers. Elle est associée, dans environ 10 % des cas, à une autre cardiopathie congénitale.

## Physiopathologie
Les signes dépendent de l'importance de la zone non compactée. Si elle est de grande taille, elle peut entraîner une dysfonction de la fonction systolique avec insuffisance cardiaque. Il pourrait exister des anomalies de la micro circulation des artères coronaires, même en zone non compactée, ce qui pourrait expliquer l'atteinte globale de la fonction cardiaque.
Les trabéculations forment des culs-de-sac propices à la formation de caillots qui peuvent migrer secondairement dans la circulation (embolie).

## Cause
Elle est essentiellement inconnue. Une origine génétique est possible avec des formes familiales dont certaines correspondent à une mutation sur le HCN4, un canal ionique, sur MIB1 ou sur LMNA. Elle peut être associée avec certaines maladies neuro-musculaires, comme le syndrome de Barth. Dans les formes non familiales, des mutations sont retrouvées dans presque trois quarts des cas au niveau des gènes MYH7, MYBPC3, et TTN. Les cas avec mutation du TTN ont une probabilité de survenue d'un accident cardiaque plus importante que celles avec mutation du MYH7. D'autres mutations ont été décrites, par exemple sur le gène PRDM16.
Il existe deux théories : une formation des trabéculations à l'âge adulte ou seulement lors de l'embryogenèse cardiaque. Il n'est pas clair si toutes les trabéculations excessives relèvent de la même maladie.

## Clinique
Elle peut être totalement asymptomatique et découverte lors d'un examen systématique (échocardiographie) chez l'enfant ou l'adulte, fait pour une tout autre raison.
Elle peut se manifester par une complication :
- essoufflement en raison d'une insuffisance cardiaque. La fraction d'éjection peut être abaissée mais elle est conservée dans un cas sur deux[14] ;
- malaise, voire syncope en raison d'un trouble du rythme cardiaque, soit par tachycardie ventriculaire dont le risque augmente avec le niveau de dysfonction systolique, soit par fibrillation auriculaire[14] ;
- accident embolique dont le risque est corrélé avec la dysfonction systolique et la présence ou non d'une fibrillation auriculaire, sans que la non-compaction elle-même joue un rôle[15], les patients ayant une fonction systolique normale ayant un risque embolique très faible[14].

La mortalité globale reste faible et dépend de l'atteinte de la fonction systolique et de la présence d'une maladie neurologique associée.
Les formes chez l'enfant sont potentiellement plus grave, avec une dysfonction systolique dans plus de 60 % des cas et une mortalité importante.

## Diagnostic
Il repose sur la mise en évidence de trabéculations importantes à la pointe du ventricule gauche, par échocardiographie, scanner ou IRM cardiaque.
Les critères échocardiographiques différent cependant suivant les études, faisant intervenir ou non un rapport épaisseur de la couche compactée (épicarde)/épaisseur de la couche non compactée (endocarde),,. Ces critères semblent peu spécifiques, avec des faux positifs, surtout chez le sujet noir, avec une reproductibilité des mesures qui reste faible. Les trabéculations sont surtout présentes au niveau de la pointe, de la paroi latérale et inférieure.
En IRM, la visualisation d'une structure à double couche du myocarde avec un rapport épaisseur de la zone non compactée/épaisseur de la zone compactée augmenté sont des critères diagnostiques mais qui manquent également de spécificité. Le calcul du rapport masse non compactée/masse compactée est possiblement meilleur. La présence d'une fibrose myocardique est retrouvée dans un peu plus d'un cas sur deux et serait témoin de formes plus graves.
Un diagnostic différentiel est l'augmentation de la taille des trabéculations chez la femme enceinte pouvant aller jusqu'à remplir les critères de non-compaction. Ces trabéculations régressent après l'accouchement. Cet aspect est également vu chez certains sportifs de haut niveau (surtout chez les afro-américains) et dans des cas d'anémies chroniques sur drépanocytose.

## Traitement
En cas de dysfonction systolique, le traitement est identique à c'est celui de l'insuffisance cardiaque (inhibiteur de l'enzyme de conversion ou sartan, bêta-bloquant, antagonistes de l'aldostérone, diurétiques suivant les symptômes)
Un traitement par bêta-bloquants pourrait réduire la masse ventriculaire.
La mise systématique sous anticoagulant oral est discutée. Le risque embolique étant surtout corrélé à la fraction d'éjection (fonction systolique) et à la présence d'une fibrillation auriculaire, l'instigation d'un tel traitement doit être discutée au cas par cas.
De même, le fait que le patient est porteur d'une non-compaction n'est pas un argument supplémentaire pour la pose d'un défibrillateur implantable, qui reste indiqué en cas de survenue d'un trouble rythmique ventriculaire mal toléré ou d'une dysfonction systolique sévère.
Une évaluation clinique et échocardiographique est recommandée pour les parents de premier degré. un test génétique systématique n'est pas préconisé.